# Saint Grottlesex
Der Begriff Saint Grottlesex fasst verschiedene  amerikanische Eliteinternate in Neuengland zusammen. Alle Schulen gehören zur Independent School League und umfassen
- St. Paul’s School (New Hampshire) in Concord, New Hampshire,
- St. Mark’s School in Massachusetts,
- St. George’s School in Newport,
- Groton School und
- Middlesex School.

Der Begriff, ein Kofferwort, bezeichnet Gründungen von Knabenschulen aus dem mittleren bis späten 19. Jahrhundert. Dem Bekenntnis nach zumeist der Episkopalkirche der Vereinigten Staaten von Amerika zugeneigt, kamen die Schüler vor allem aus reichen Familien. Die Schulen orientierten sich am Vorbild bekannter englischer Public Schools wie dem Eton College oder der Harrow School.
Im Gegensatz dazu waren frühere amerikanische Eliteinternate eher puritanisch und antienglisch orientiert. Die sogenannten Akademien, namentlich Andover, Exeter, Deerfield und Milton, waren bereits im 18. Jahrhundert gegründet worden. Einem weitverbreiteten Bonmot zufolge kombinierten sie „Wissensvermittlung mit puritanischem Höllenfeuer“ und galten insbesondere als Kaderschmiede für Prediger und Kirchenleute.